# Paulette Noizeux
Marie-Paule Cœuré dite Paulette Noizeux, née le 30 mai 1887 à Saint-Omer et morte le 9 avril 1971 dans le 9e arrondissement de Paris, est une actrice française.

## Vie privée
Fille de Paul Cœuré, capitaine adjudant major au 8e régiment d'infanterie et de Alice Valentine Charlotte Pottier, Marie-Paule Cœuré naît le 30 mai 1887  au N° 18 rue Saint-Bertin à Saint-Omer. 
Elle se marie, le 19 février 1907 à Paris 9e avec l'artiste dramatique Julien Prosper Noizeux qui meurt le 4 août 1907 à Paris 7e. Ils ont une fille Claire Suzanne Aline Noizeux née le 3 juillet 1907 au Raincy.
Elle se marie en seconde noces le 20 février 1913 à Paris 9e avec Fernand Jean Paul Anne dit Mousset. Ils divorcent le 15 juin 1922.
Elle se marie en troisième noces le 31 décembre 1925 à Paris 9e avec l'artiste dramatique André Louis Henri Behue. Ils divorcent le 17 avril 1931.
Elle se marie en quatrième noces le 7 mai 1938 à Paris 9e avec Noël Roquevert.
Elle meurt le 9 avril 1971 dans le 9e arrondissement de Paris à son domicile 42 rue de La Tour-d'Auvergne

## Filmographie
- 1912 : La Digue / Pour sauver la Hollande d'Abel Gance
- 1913 : Une brute humaine de Camille de Morlhon (1,950 m)
- 1913 : Le Roman d'un jeune homme pauvre de Georges Denola (595 m)
- 1913 : L'Infamie d'un autre de Camille de Morlhon (1,395 m) - Irène Delange
- 1913 : La Bergère d'Ivry de Maurice Tourneur - Hortense Fauvel
- 1914 : Vingt ans de haine de Camille de Morlhon (1,680 m)
- 1914 : La Vieillesse du père Morieux de Camille de Morlhon (1,410 m) - Marguerite
- 1914 : Le Roman du tzigane de Camille de Morlhon
- 1915 : L'Énigme de dix heures d'Abel Gance
- 1934 : Les Nuits moscovites d'Alexis Granowsky
- 1936 : Chanson du souvelir de Dietlef Sierck et Serge de Poligny - Mme Von Raschoff
- 1937 : Gueule d'amour de Jean Grémillon
- 1949 : Du Guesclin de Bernard de Latour - Une religieuse
- 1956 : Toute la ville accuse de Claude Boissol
- 1963 : L'Honorable Stanislas, agent secret de Jean-Charles Dudrumet : la servante de la mère de Stanislas
- 1965 : L'Or du duc de Jacques Baratier

## Théâtre
- 1911 : Marie-Victoire d'Edmond Guiraud, mise en scène Firmin Gémier, Théâtre Antoine
- 1913 : Le Veau d'or de Lucien Gleize, mise en scène Henri Beaulieu, Comédie des Champs-Élysées
- 1917 : Barberine d'Alfred de Musset, mise en scène Jacques Copeau, Garrick's Theatre New York
- 1917 : La Nuit des rois de William Shakespeare, mise en scène Jacques Copeau, Garrick's Theatre New York
- 1918 : La Nouvelle Idole de François de Curel, mise en scène Jacques Copeau, Garrick's Theatre New York
- 1918 : Les Mauvais Bergers d'Octave Mirbeau, mise en scène Jacques Copeau, Garrick's Theatre New York
- 1918 : La Petite Marquise d'Henri Meilhac et Daniel Halevy, mise en scène Jacques Copeau, Garrick's Theatre New York
- 1918 : Les Frères Karamazov de Fiodor Dostoïevski, mise en scène Jacques Copeau, Garrick's Theatre New York
- 1919 : Mon bébé de Maurice Hennequin, mise en scène Max Dearly, Théâtre des Nouveautés
- 1922 : Judith de Henry Bernstein, Théâtre du Gymnase
- 1940 : Si je voulais de Paul Géraldy, Robert Spitzer,   Théâtre des Célestins